# Escultura en Brasil

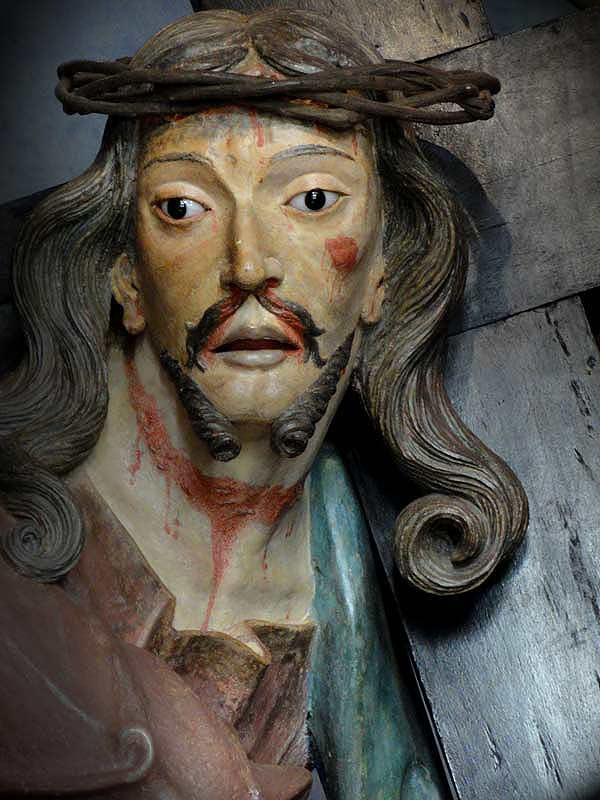
Escultura Aleijadinho.

La escultura en Brasil siguió las corrientes estéticas que animaron el desarrollo de este arte en otros países de Occidente, especialmente en los europeos, de donde provienen las principales influencias que fertilizaron el suelo artístico brasileño. Durante los últimos 500 años de su historia, Brasil ha sido testigo del florecimiento particularmente rico de la escultura en los períodos barrocos, con un estilo general unificado, y del modernismo, cuando predomina la diversidad.
El arte de la escultura se estableció en el país primero por la fuerza de la religión, manifestándose casi siempre en el campo del estatuto devocional, siendo una parte importante en el culto católico. Después de un comienzo naturalmente tímido y aficionado, durante los años difíciles de conquista y asentamiento del territorio por parte de los portugueses, una época de luchas sangrientas y dureza de todas las órdenes, cuando Brasil comenzó una fase de consolidación socioeconómica y civilización relativa, entre A fines del siglo XVII y principios del siglo XVIII, la escultura brasileña ganaría numerosos seguidores, incluidos muchos maestros altamente calificados, expresándose en un estilo barroco, luego la corriente principal en el arte europeo, incluido el portugués, siempre la gran referencia . Al mismo tiempo, la escultura aplicada se desarrolló con gran riqueza, en forma de talla decorativa en estructuras arquitectónicas, como la talla dorada de iglesias y ornamentos en relieve en fuentes públicas y fachadas, o como un elemento integral de muebles y otros objetos utilitarios.
Este ciclo duró con una creciente solidez estética y técnica y abundancia productiva hasta principios del siglo XIX, siempre basado en un sistema de producción corporativo, donde el anonimato y el trabajo colectivo y semi-artesanal eran la regla. Esta imagen cambiaría luego de una serie de cambios sociales, administrativos y culturales en la nación en desarrollo, pero sigue siendo una colonia. Dos hitos fueron fundamentales en este proceso de transición: la transferencia de la corte portuguesa a Brasil, huyendo de Napoleón, una situación que eventualmente llevaría a Brasil a la independencia de Portugal, y el desempeño de la Misión Artística francesa, que sintetizó la corriente neoclásica, la gran moda cultural en Europa durante este período, e introdujo la metodología académica, el sistema más estandarizado de educación sistemática y superior que se practica en el Viejo Mundo, al organizar la Real Escuela de Ciencias, Artes y Oficios. El impacto entre dos universos tan diferentes fue laborioso, generó muchas resistencias, disputas e incluso obstaculizó la expansión del arte escultórico en el país durante casi toda la primera mitad del siglo XIX.
En la madurez de Dom Pedro II, la antigua Royal School, ahora la Academia Imperial de Bellas Artes, comenzó a centralizar todos los avances artísticos de un país que anhelaba la modernización y quería tener un arte que lo representara con dignidad en el concierto de las naciones progresistas y liberales. El sistema académico se consolidó, basado en la imitación de los maestros consagrados, y las novedades estéticas, como el romanticismo y el realismo, se incorporaron al estilo neoclásico dominante, generando un arte ecléctico. Sin embargo, la escultura siempre ha estado en segundo plano, eclipsada por la pintura, el "gran arte" de la época, y por esta razón produjo relativamente pocas frutas de mayor calidad. A finales del siglo XIX, bajo la influencia de nuevas ideas, nuevas tecnologías y nuevos hábitos de vida, la escultura nacional se revitalizaría, aumentando el número de practicantes y las aplicaciones del arte. Pero, al mismo tiempo, una profunda crisis de valores agitó la cultura de todo Occidente.
Surgió el modernismo, un desafío masivo para el canon académico y todo lo que significaba autoridad y tradición, en nombre de la libertad de investigación y la individualidad creativa. Desde entonces, el panorama se ha dispersado en una gran cantidad de tendencias estéticas, los materiales y procedimientos nunca considerados por los escultores académicos han sido absorbidos, con una marcada veta experimental, los límites claros entre categorías artísticas se han perdido, el concepto mismo de escultura, anteriormente basado en la talla y el modelado, se amplió ampliamente para cubrir todos los aspectos relacionados con la tridimensionalidad, la espacialidad y la temporalidad, se desarrolló un discurso teórico completamente nuevo y un nuevo marco sociopolíticoeconómico, y la pluralidad se convirtió en la palabra de orden de los contemporáneos, con una producción que ha ido ganando un reconocimiento internacional cada vez mayor.

## Pueblos indígenas
No hay constancia de que los pueblos indígenas indígenas de Brasil se dedicaran a la escultura con especial énfasis, aunque el arte todavía era importante en su sociedad. Hay relativamente poco material arqueológico antes del descubrimiento de Brasil disponible para el estudio, lo que hace que sea difícil determinar exactamente qué papel tiene la escultura en las comunidades indígenas tradicionales en tiempos más remotos. En general, parece que produjeron piezas pequeñas, que representaban ídolos y animales, que servían como un amuleto o estaban relacionadas con su culto religioso, que tenían significados específicos y podían transmitir poderes mágicos, pero objetos similares también podrían funcionar como juguetes.
En el Amazonas, los muiraquitãs, amuletos con forma de rana tallados en diversas piedras, como jade, talco, amatista, cuarzo, serpentina y amazonita, se han hecho famosos, lo que indica una capacidad versátil para trabajar con materiales de dureza muy diferente. un instrumental también variado, que incluía sierras, piedras para pulir y raspadores. Algunos elementos escultóricos también se encuentran en adornos corporales, como máscaras, o en objetos utilitarios, como bancos de madera y jarrones de cerámica, como las culturas Tapajós, Santarém y especialmente Marajoara, que dejaron un rico legado de jarrones y urnas funerarias con formas escultóricas de gran refinamiento formal y fuerza expresiva. Prácticamente nada de esta tradición aborigen se ha incorporado al arte escultórico brasileño de inclinación erudita que se desarrolló más tarde, excepto algunas técnicas de teñido de cerámica con pigmentos naturales, como tauá y tabatinga, utilizados por los primeros colonizadores blancos.

## Tradición colonial

### Orígenes
Las primeras noticias de esculturas en la tradición europea en Brasil datan de finales del siglo XVI, cuando algunos pueblos ya se habían establecido en la costa y comenzó la construcción de templos y edificios públicos. En este período inicial, se observa que João Gonçalo Fernandes, el primer escultor identificado en la actividad en Brasil, produjo obras en la década de 1560. Debido a la falta general de condiciones para el florecimiento artístico, la mayoría de las piezas todavía se importaban de Europa. , especialmente en Portugal, la metrópoli colonizadora.
Gran parte de la actividad escultórica se limitó a las obras de talla decorativa en madera y, en menor medida, en piedra. Uno de los primeros nombres que vale la pena recordar en el siglo XVII como tallador de talentos refinados es Frei Domingos da Conceição da Silva, quien trabajó en el Monasterio de São Bento, en Río de Janeiro. Los monasterios y las escuelas religiosas, además, mantenidas por misioneros jesuitas, franciscanos, benedictinos y carmelitas, con miembros talentosos que habían sido preparados en Europa, fueron los grandes centros de producción artística en los tiempos primitivos de la colonización.
También comenzó una actividad en la estatuilla devocional, donde la primera figura que se destacó fue Frei Agostinho da Piedade, dejando creaciones de serena belleza y gran sensibilidad, ya apuntando al Barroco, pero todavía deudas con el espíritu de equilibrio y sobriedad en un estilo renacentista. llamado transitorio manierismo que se practicaría hasta mediados del siglo XVII, con un retraso significativo en relación con la cronología europea. Frei Agostinho da Piedade es considerado el fundador de la escultura nacional. Otro nombre importante es el de Frei Agostinho de Jesus, que también produce obras de gran calidad en un estilo similar y, como el otro, produce en la técnica de arcilla cocida. Pocos trabajos de esta etapa temprana sobreviven.

### El barroco
En los siglos XVII y XVIII, con el avance de los colonizadores hacia el interior del país, fundando nuevas ciudades y nuevos mercados, y con la relativa estabilización de la economía que condujo a un rápido crecimiento de las ciudades más antiguas de la costa, en paralelo al descubrimiento de una gran riqueza. En oro y diamantes, había condiciones para que el arte recibiera mayor atención, y la escultura, en sus diversas manifestaciones, floreció notablemente, y casi siempre en el terreno sagrado. Esto se debe a la ausencia de un tribunal en la colonia, que patrocinó importantes obras profanas en Europa, e incluso la clase dominante activa en Brasil no sobresalió en su interés en el arte hasta muy tarde. Durante la mayor parte del período colonial, los nobles y altos funcionarios portugueses no mostraron interés en establecerse en Brasil, que para ellos era solo un interior inhóspito y distante, del que les gustaría irse tan pronto como terminaran sus deberes oficiales, o después que se habían enriquecido con la exploración de la colonia. En este espíritu, la élite no construyó palacios y mansiones decoradas con lujo como en Europa, ya que Brasil era una tierra de permanencia temporal. Incluso los colonos de la clase baja comúnmente mantuvieron el mismo espíritu, siempre con sus ojos en Portugal. Diferente fue el caso de las órdenes religiosas, ya que sus templos y conventos fueron obras diseñadas para durar, y de acuerdo con la costumbre de la época, merecían una decoración suntuosa, en la medida en que las posibilidades económicas de cada lugar lo permitieran.
En una cultura fuertemente marcada por la influencia de la religión, el catolicismo barroco, con su atractivo para los sentidos físicos como instrumentos de trascendencia y su pedagogía de naturaleza emocional y escenográfica, proporcionó el pretexto perfecto para gastar grandes sumas en decoraciones de hadas de templos, conventos y monasterios, tanto para honrar mejor la gloria del Creador como, didácticamente, para dar medios visibles a los creyentes ignorantes, para que puedan elevar sus pensamientos, a través de la belleza y la teatralidad de las figuras de santos en escenarios evocadores, hacia cosas divinas, e inspirar piedad, arrepentimiento, amor y devoción.
Para esos fines, además de la estatuilla convencional, una forma especial conocida como estatuas de roca comenzó a hacerse popular, con miembros articulados y vestidos de tela. Estaban esculpidos solo parcialmente, en las partes del cuerpo que eran visibles como la cabeza, las manos y los pies. Este género nació para un uso claramente escenográfico, tenía la función de títeres para manipularse en representaciones de misterios sagrados o en procesiones, colocarse en escenarios o en automóviles decorados construidos para cada ocasión, y asumió diferentes posturas de acuerdo con el progreso de la acción. desarrollando una escena piadosa.

### El arte misionero
En este período, aislados del resto del país porque se encontraban en un área en el momento bajo el dominio español, los centros culturales activos se formaron en la región sur por el trabajo de los sacerdotes jesuitas, fundadores de varias aldeas para pueblos indígenas, las llamadas Misiones. En estos lugares se desarrolló una rica tradición de escultura y talla, junto con el cultivo de otras artes, y se creó una importante colección de obras, hoy preservada en museos y colecciones privadas, especialmente en el Museo de Misiones, dedicada exclusivamente a esta producción de características. Único, mezclando referencias académicas europeas y otras tomadas de la iconografía indígena. La autoría de esta colección es oscura, una gran parte es probablemente un trabajo colectivo de indios guiados por misioneros; se sabe que los sacerdotes Giuseppe Brasanelli, Francisco Ribera, Anselmo de la Matta y Anton Sepp actuaron como maestros, a quienes se puede suponer que pertenecen algunos de los ejemplos más sofisticados.

### Los principales centros
Además del enfoque aislado de las Misiones en el sur, no integradas en la esfera portuguesa, y a pesar de la expansión de la civilización y la cultura en nuevas áreas, los principales centros que producían y consumían arte seguían siendo los del noreste: Salvador, Recife y Olinda, y en menor medida, Río de Janeiro, São Paulo y Goiás. Cabe señalar que la presencia de estatuas de origen portugués en el período colonial siempre fue significativa, siendo constantemente importada de la metrópoli, ya que los ricos la preferían por su mejor acabado y expresividad, y Este gran grupo de obras, todavía visible en innumerables iglesias brasileñas, fue un modelo para la producción más artesanal en la tierra.
La producción local ha crecido enormemente. La gran mayoría de las obras que nos llegaron desde esta etapa permanecen anónimas, y una parte significativa muestra que dejaron las manos de la gente, sin mucha educación en el oficio, ya que la expansión de la demanda de estatuas no estuvo acompañada por la aparición de escuelas oficiales o ni siquiera hubo una gran número de maestros ilustres, y el aprendizaje del artista artesano brasileño ocurrió muchas veces a través de la simple observación y copia de modelos europeos que encontró en algún altar importante. Aun así, esta producción, todavía un poco cruda e ingenua en comparación con los prototipos clásicos europeos, se destaca exactamente por compensar sus deficiencias formales a través de una creatividad exuberante y por contribuir a la formación de una sensibilidad típicamente brasileña. Entre los pocos autores conocidos del siglo XVII se encuentran José Eduardo García, portugués, y Francisco das Chagas, Cabra, ambos activos en Salvador.
Sin embargo, a mediados del siglo XVIII, con la consolidación de la cultura nacional y la multiplicación de artesanos cada vez más capaces, hubo un refinamiento creciente en las formas y el acabado de las imágenes, y pronto aparecieron imágenes de gran expresividad, como un Nossa Senhora das Mercês paulista, hoy en la Casa Parroquial de São Luiz en Piratininga, una serie de pequeños niños bahianos Jesús, conservados en el Museo de las Cunas de São Paulo, la estatuaria en los altares de la Basílica de Nossa Senhora do Carmo en Recife, y varios otros . Salvador en particular se convirtió en un centro de exportación de estatuas a los puntos más distantes de Brasil, incluida una interesante producción de miniaturas, con piezas con características típicas de Bahía que se encuentran en lugares tan distantes como Goiás, Santa Catarina y Maranhão, creando una escuela que apenas notó el neoclasicismo en el siglo XIX y no conoció ninguna solución para la continuidad, excepto con el advenimiento de la industrialización masiva de objetos de yeso en el siglo XX. El nombre principal en la escuela bahiana es Manuel Inácio da Costa.

### La escuela minera
En este período, los grandes centros mencionados anteriormente consolidan su posición de dominio, pero al mismo tiempo aparecen otros que se desarrollarían de manera igualmente brillante. De estos, sin duda el más significativo sería Minas Gerais, que nació debido al descubrimiento de oro y diamantes en la región de Ouro Preto, Diamantina, Sabará y Congonhas do Campo. En estas ciudades y en muchas otras en el estado, se erigieron innumerables templos, ya en estilo rococó, famosos por su decoración extraordinariamente rica y sofisticada. máximo representante de la escultura barroca en Brasil.
Escultor, arquitecto y tallador, Aleijadinho dejó el trabajo en un estilo inconfundible en varias ciudades mineras. Su mayor creación es el ciclo de los Pasos de la Pasión de Cristo, con 66 figuras de cedro que reproducen el camino del Gólgota, instalado en capillas al pie del Santuario de Bom Jesus de Matosinhos, en Congonhas. En el cementerio, otro grupo escultórico, en esteatita, que representa a 12 profetas, completa este conjunto, que es una de las mayores obras maestras de la escultura nacional de todos los tiempos.
Si, por un lado, la riqueza extraída de las minas favorecía el florecimiento de todas las artes, por otro lado, un aspecto sintomático de una situación de colonia, y peculiar pero no exclusivo del caso minero, hizo que continuara e incluso aumentara la importación de imágenes extranjeras, consideradas más perfectas y deseables, y las obras más destacadas que todavía vemos en tantos altares no son nada brasileñas, aunque desempeñaron un papel central en la determinación del estilo general. En este contexto, es posible entender por qué la creatividad indígena se ha movido más hacia la esfera privada, en las innumerables figuras de adoración doméstica que aún sobreviven en grandes cantidades y cuya calidad supera con creces la mera artesanía. A fines de siglo, se registran algunos nombres: cierto Maestro de Piranga, Francisco Xavier de Brito y Francisco Vieira Servas.

### La talla dorada y los muebles esculpidos
Tras el desarrollo de la estatuaria, la talla dorada también alcanzó un alto nivel de complejidad y refinamiento, y permanece preservada in situ en una profusión de templos coloniales. Entre las innumerables iglesias brasileñas famosas por su decoración ricamente esculpida están la Iglesia de São Francisco en Salvador, la Capilla Dorada y la Basílica de Nossa Senhora do Carmo en Recife, el Monasterio de São Bento y el Convento de São Francisco en Olinda, el Monasterio de São Bento, en Río de Janeiro, y una serie de iglesias de Minas Gerais, especialmente la Nossa Senhora do Ó en Sabará y la Iglesia de São Francisco en Ouro Preto, todas profusamente ornamentadas, una herencia del más alto valor que en parte fue declarado Patrimonio de la Humanidad por la UNESCO.
Los muebles tallados también se extendieron y alcanzaron un nivel de excelencia en sillas, mesas, oratorios, gabinetes, gabinetes y bancos, tanto para uso privado como secular y para proporcionar conventos y sacristías.
GALERY

### Centros del barroco tardío
Aleijadinho murió en 1814, y con él una época, pero la tradición barroca, fuera de sintonía con lo que sucedió en Europa e incluso en el centro del país, se perpetuó en Brasil hasta principios del siglo XX en regiones más aisladas, ajenas a los movimientos. progresivo, y continuó con cierta fuerza, especialmente en Bahía, pero también en Rio Grande do Sul, São Paulo, Goiás y en varios puntos del noreste. Significativamente, la madera, un material preferido en el barroco, está siendo abandonada por el mármol y el bronce, y desde 1850 se introdujo la técnica de los moldes de yeso, iniciando el proceso industrial a gran escala de reproducción de estatuas, con una caída significativa en la calidad. general Sin embargo, los centros de producción como Vale do Paraíba aportaron piezas interesantes en la técnica del yeso hueco, siguiendo un estilo mixto de clasicismo y barroco. Entre los últimos representantes importantes de la larga tradición barroca se pueden mencionar la Veiga Valle de Goiás, activa hasta 1874, la bahiana João Guilherme da Rocha Barros, activa hasta c. 1900, y el paulista José Benedito da Cruz, activo con un estilo popular hasta 1923. También fue recordado en el siglo XIX la prolífica producción de paulistinhas en la región de São Paulo, pequeñas estatuas de arcilla para el culto privado, de inspiración barroca pero proyecto de ley popular simplificado.

## Academicismo
Alrededor de 1800, con el agotamiento de las minas, el equilibrio económico de la colonia cambió y, al mismo tiempo, comenzó a notarse un cambio en el estilo general. Las cortinas agitadas de las imágenes se calman y las expresiones dramáticas pierden su lugar, adaptándose a la tendencia neoclásica que penetró a través de varias puertas. Las grandes ciudades del noreste están disminuyendo y la riqueza fluye hacia São Paulo, que había estado prosperando con la cultura del café, y hacia Río de Janeiro, la nueva capital de la colonia.
La llegada de la corte portuguesa a Río de Janeiro, en 1808, en busca de refugio de la invasión napoleónica de Portugal, provocó una revolución cultural en la ciudad, que con el tiempo se extendió al resto de la colonia. La presencia de un gran número de nobles ilustres y funcionarios estatales, la apertura de puertos a naciones amigas, la liberación de la industria, la creación de una prensa, los archivos, las obras de arte y las bibliotecas que se unieron, todos estos factores causaron un fuerte impacto en la vida cultural hasta ahora tranquila y relativamente oscura en Río, que, aunque ha sido capital desde el siglo anterior, de repente se convirtió en el centro de una nueva atención, en un territorio de dimensiones continentales. Se fundaron museos, teatros y teatros de ópera, y con la llegada de la Misión Francesa en 1816, compuesta por un grupo de artistas de Francia, donde el neoclasicismo ya estaba completamente establecido, se introdujeron nuevas tendencias y técnicas escultóricas en la capital, y el arte. el secularismo experimentó un gran estímulo.
Dentro del alcance de la escultura erudita, la producción se concentró alrededor de la Real Escuela de Ciencias, Artes y Oficios, creada en la línea de la academia francesa basada en un proyecto de Joachim Lebreton, el líder de la Misión, instituyendo la enseñanza oficial por primera vez en el país. escultura con una metodología académica completamente nueva para los estándares brasileños, hasta ahora dominada por la educación informal y corporativa. Al principio fueron nombrados maestros Auguste-Marie Taunay (que no enseñaba), João Joaquim Alão, portugués y Marc Ferrez, hijo del escultor y grabador Zéphyrin Ferrez y tío del famoso fotógrafo del mismo nombre.
Marc Ferrez era el maestro de Honorato Manoel de Lima, Francisco Elídio Pânfiro y Francisco Manuel Chaves Pinheiro. Pânfiro reemplazó a Ferrez en la silla de escultura y fue el autor de la decoración del Noble Hall de la Academia. Chaves Pinheiro lo sucedió, quien durante 33 años dominaría la escena escultórica en la Academia Imperial. Fue un autor prolífico y un bronzista consumado, pero su trabajo está disperso y ha sido poco estudiado hasta hoy. Pueden citarse como ejemplos de su estilo clasicista, digno pero algo convencional, una estatua ecuestre de Dom Pedro II, hoy en el Museo Histórico Nacional, y el actor João Caetano representando como Oscar en la plaza Tiradentes do Rio.
Pero la evolución de la corriente neoclásica no fue en absoluto suave. Su base institucional, la Royal School, renombrada Academia Imperial de Bellas Artes en 1822, funcionó precariamente durante muchos años, fue ampliamente criticada y las interminables disputas internas entre nacionales, aferrados a lo conocido y extranjeros progresistas perjudicaron gravemente la creatividad y la productividad. de estudiantes de escultura, y hasta mediados del siglo XIX casi nada de valor apareció en esta categoría artística. Cuando la Academia finalmente se estabilizó, en la madurez de Dom Pedro II, su principal mecenas, la tendencia estética dominante ya se había convertido en una mezcla ecléctica de referencias neoclásicas, románticas y realistas.
El estudiante de Chaves Pinheiro fue Cândido Caetano de Almeida Reis, ganador del premio Travel Abroad Award en 1865, estudió en Francia y fue influenciado por Puget, un romántico, productor de obras que no fueron bien aceptadas en la Academia, perdió su beca y tuvo que regresar. a Río. Pero dejó obras muy expresivas como Alma penada y Dante cuando regresó del exilio. Otro de los estudiantes de Chaves Pinheiro fue Rodolfo Bernardelli, la figura dominante de la época, muy prestigiosa en la vida como artista pero con un desempeño controvertido como director de la institución, ya en la República. Dejaría un trabajo extenso y de alto nivel de una línea romántica realista, como San Esteban, el Cristo y la mujer adúltera, un Monumento ecuestre al General Osório y la Muerte de Moema.
GALLERY

## Crisis y transición a la modernidad.
La Academia entrenó a varios estudiantes hábiles, pero casi todos ellos fueron artísticamente insignificantes o dedicados solo a trabajos decorativos secundarios, excepto quizás Almeida Reis, la contemporánea de Bernardelli y la única que podía ofrecerle algún concurso. La proclamación de la República marcó el final de una era y demostró que las reformas en el sistema educativo eran urgentes, luego de los cambios drásticos experimentados por la sociedad. Décio Villares, Montenegro Cordeiro y Aurélio de Figueiredo presentaron un Proyecto de Reforma en la Enseñanza de las Artes Plásticas en 1890 al Ministro del Interior, atacando a la Academia como una institución obsoleta y atrasada, invadiendo las libertades simbolizadas por el advenimiento de la democracia y exigiendo la descentralización. desde la enseñanza con la creación de clases de arte en todas las escuelas públicas, a fin de crear un gusto temprano por las artes entre la población en general. También aconsejó la disolución de la Academia y su reemplazo por un Museo Nacional. Sin embargo, la propuesta fue utópica para ese momento histórico. Sus ideas solo podían comenzar a realizarse después de la estabilización en el nuevo régimen, y en ese momento lo que se observó en la escultura fue un vaciado. Gonzaga Duque, escribiendo sobre el Salón de 1905, se burló del monopolio ejercido por Bernardelli y los altos gastos institucionales con la enseñanza de la escultura y con la única pensionista, Corrêa Lima, y preguntó dónde estarían los frutos de tal esfuerzo, debido a la escasez de trabajos presentados. en esta técnica.
Jacob Klintowitz señala que uno de los factores cruciales para el fracaso del antiguo sistema educativo fue el cambio en el enfoque del arte y la creatividad. Él dice que la creación comenzó a valorar y expresar el universo del individuo, cambiando su punto de partida: "El artista no elimina el exceso de naturaleza y no le impone su cuadro completo de valores. Aprende en el acto de hacer. ... Es a través del ejercicio del trabajo que el artista descubre lo que es, pone en juego nuevas fuerzas psíquicas y psíquicas y descubre su verdadera identidad ", en marcado contraste con la antigua forma de ver las cosas, cuando el arte era una cosa. público y sirvió una ideología general y dominante, dejando a cada creador encontrar los medios para adaptarse a las demandas de la sociedad. El estatuario oficial que se produciría en las siguientes décadas aún seguiría estos estándares, bajo la influencia de la filosofía positivista que se generalizó al comienzo de la República.

### Eclecticismo e historicismo
Un fenómeno característico de la búsqueda de nuevos caminos que caracterizó el final del siglo XIX fue el surgimiento de una tendencia historicista en la arquitectura y decoración de fachadas, con el uso de un lenguaje mixto o ecléctico que rescató elementos de estilos históricos como el grecorromano, el Gótico, barroco y románico, junto con influencias neoclásicas y de otro tipo, como el naciente Art Nouveau a principios del siglo XX. Vinculada a las innovaciones tecnológicas y los cambios mundiales que surgieron en el ámbito de la economía y las comunicaciones, esta tendencia encontró un amplio espacio para la manifestación en Brasil, deseoso de estar a punto de afirmarse económica y culturalmente con las grandes naciones capitalistas del mundo occidental. La arquitectura desarrolló nuevas técnicas y el estatuario de fachada incorporó procedimientos industriales baratos y facilitadores, como la técnica de moldes en cemento y estructuras de hierro o acero.

### Escultura sagrada a principios delsigloXX.
En el campo de las estatuas destinadas a la decoración de iglesias y culto, también se entrelazó una tendencia retrospectiva y progresiva. Sin embargo, su uso, guiado por las prescripciones conservadoras de la religión, impidió el desarrollo de radicalismos estéticos, y predominaron los elementos neoclásicos más o menos modernizados. Por otro lado, la mejora y difusión de la técnica del molde de yeso, presente en Brasil desde mediados del siglo anterior, permitió la proliferación de innumerables piezas reproducidas a escala industrial y a bajo costo.
Aunque esto, en cierto modo, popularizó la escultura, el público consumidor, de las clases bajas y sin educación, prestó poca atención a las cualidades artísticas en sí mismas o a las tendencias de las vanguardias aprendidas, y buscó imágenes cuya expresión reflejara principalmente su devoción. . Como resultado, la calidad general de la producción religiosa se ha reducido drásticamente, aunque en algunos talleres los artesanos que crearon los moldes tenían un talento superior al promedio y dejaron las obras con un atractivo estético y expresividad inusuales. Sin embargo, las comunidades religiosas con recursos podrían ordenar obras en mármol, piedra o madera de escultores más acreditados, y se encuentran excelentes ejemplos en una gran cantidad de templos erigidos en las primeras décadas del siglo XX.
También vale la pena señalar, con el surgimiento de una burguesía rica, el gran desarrollo del arte funerario, que tal vez fue el mayor mercado de consumo de esculturas en este momento. En São Paulo, es famoso, por ejemplo, por su gran cantidad de estatuas de alto nivel y con imágenes simbólicas que ilustran la ideología burguesa, el Cementerio Consolação, con creaciones de Galileo Emendabili, Luigi Brizzolara, Alfredo Oliani, Victor Brecheret y Nicola Muniz. , entre otros. Sorprendentemente, algunas estatuas de tumbas tienen características audaces, consideradas incluso escandalosas para el propósito para el que fueron destinadas, con la presencia de desnudos, símbolos paganos y figuras con rasgos sensuales. Gran parte de esta rica producción aún está pendiente de estudio y actualmente se encuentra en mal estado.
GALLERY

### Art NouveauyArt Deco
El nacimiento de la nueva sensibilidad señalada por Klintowitz no pasó desapercibido para quienes vivieron los cambios en ese momento. Al escribir en 1927, Angyone Costa deja en claro que estaba pasando un momento de transición, donde nada más era definitivo o estable: "El hombre de hoy observa el desarrollo de su propia tragedia íntima sin establecer los caminos que lo conducen a las fuentes claras de belleza. ... El momento es de confusión, de búsqueda imprecisa, indecisión de voluntad y valores ... El hombre de hoy no piensa como pensaba el hombre de hace un siglo ". Algunos representantes de esta fase, mencionados por Costa, son Modestino Kanto, Magalhães Corrêa, Cunha Mello, Francisco de Andrade, Armando Braga, Zacco Paraná, Celso Antônio Silveira de Menezes y, sobre todo, Victor Brecheret, de lejos el más importante de ellos, recordado por un trabajo. original que sería una de las primeras y más grandes manifestaciones del Modernismo escultórico en Brasil. Pero no fueron los únicos, y también merecen crédito por obras apreciables Décio Villares, Ettore Ximenes, Amadeu Zani, Galileo Emendabili, Elio de Giusto, Adolfo Rollo y Francisco Leopoldo e Silva, trabajando en un estilo influenciado por el arte. Nouveau, que representaba las últimas manifestaciones del patrimonio académico.
Bernardelli murió en 1931 y, en el mismo año, la Escuela Nacional de Bellas Artes (la sucesora republicana de la Academia Imperial), venerada y odiada por muchos, se incorporó a la Universidad de Río de Janeiro, al no poder pontificar en la escena nacional, y se abrió el espacio. por una revolución en la escultura brasileña. Estaba en pleno art déco y las estatuas se multiplicaron nuevamente, mostrando creaciones de calidad. Frente a todos sus contemporáneos brilló el mismo Victor Brecheret, quizás el mayor ícono de esta cadena y autor de una obra de refinado equilibrio formal. También fue autor del gran Monumento a Bandeiras, en São Paulo, aunque lo mejor de su trabajo está en las piezas más pequeñas. Su enorme capacidad de síntesis lo llevaría, en su fase final, a la abstracción. Otros nombres sintieron el atractivo de Déco, como Roque de Mingo, Alfredo Ceschiatti, João Batista Ferri y Lelio Coluccini, todos artistas de primer nivel.
En esta secuencia desde Bernardelli hasta el primer Brecheret, a pesar de los cambios sensibles, no se puede decir que hubo rupturas formales abruptas, ni siquiera en la opinión que uno tenía sobre la escultura en sí, sus reglas y sus funciones, sino que hubo una transformación gradual. y natural, de carácter moderado y en cierto sentido conservador, con una fuerte influencia francesa e italiana, especialmente Rodin. Según Annateresa Fabris, "el Brasil de las primeras décadas del siglo XX elabora una noción peculiar de actualidad. La modernidad propuesta debe coincidir con la construcción de un arte nacional, lo que explica la preferencia por los aspectos figurativos".

## Modernismo
Con una propuesta libertaria y audaz, impactante para cualquier estándar burgués, la Semana del Arte Moderno tuvo lugar en São Paulo en 1922, aunque tuvo un impacto local inmediato. Brecheret fue uno de los dos escultores en participar, pero este fue su mayor contacto con el aspecto más radical del modernismo, influenciado por el surrealismo europeo, el cubismo y el expresionismo. En este campo trabajó el precursor Quirino da Silva, quien en 1925 creó un busto de Don Quijote con líneas geométricas, y luego Lasar Segall, Antônio Gomide, Elisabeth Nobiling, Julio Guerra y Ernesto de Fiori, con solo rasgos esbozados y tratamiento rústico de superficies, explorando la materialidad y la volumetría pura, lo que le daba un aspecto inacabado a las composiciones y allanaría el camino para el florecimiento de la escultura abstracta.
El modernismo significaba abrir una amplia gama de nuevas posibilidades en términos de forma, técnica, materiales, temática y expresividad. Su enfoque del arte fue desafiante, irreverente, anárquico, privilegiando la individualidad creativa y descuidando la tradición y los modelos establecidos. En términos temáticos, había una gran preocupación en la formulación de un lenguaje visual que expresara la diversidad y singularidad de la cultura brasileña y una ideología politizada y progresista, de un anarquismo que se llamaba "antropofágico" porque incorporaba las tendencias más distintas. En la década de 1930, este interés se generalizó, en un momento en que el modernismo se estaba convirtiendo en la tendencia dominante.
Desde entonces, las corrientes y los estilos se han multiplicado, ya no se puede seguir una línea central unificada, y las palabras "pluralidad" y "cambio acelerado" describen bien la nota clave posterior. El creciente intercambio cultural con otros países inundó Brasil con nueva información y nuevos conceptos que fueron fácilmente asimilados y adaptados de acuerdo con las características del entorno artístico nacional, creando una cara definitiva y finalmente individualizada para la escultura brasileña.
De todas las innovaciones conocidas por el arte occidental en la primera mitad del siglo XX, quizás la más sorprendente fue la aparición de la abstracción. Esta corriente se introdujo formalmente en la escultura en el país con un trabajo de Jacques Lipchitz, instalado frente al edificio del antiguo Ministerio de Educación y Salud, en Río, una construcción de Le Corbusier de 1936. Pero la tendencia no era completamente nueva y ya estaba llegando. anunciándose en el trabajo de artistas como Brecheret, Ceschiatti, Celso Antônio, el primer Bruno Giorgi, que buscó una creciente simplificación y estilización para las formas figurativas, y se desarrollaría con fuerza después de los años 50, consagrado en la primera edición de Bienal de São Paulo, en 1951, cuando el escultor Max Bill recibió una obra abstracta. Este evento puede considerarse el punto de partida para el arte brasileño contemporáneo.
Pero hubo resistencias, ilustradas en la crítica del pintor Di Cavalcanti: "Lo que creo que es vital, sin embargo, es escapar del abstraccionismo. La obra de arte de los abstraccionistas de Kandinsky, Klee, Mondrian, Arp, Calder es una especialización estéril. Estos artistas construyen una pequeño mundo ampliado, perdido en cada fragmento de cosas reales: son visiones monstruosas de residuos amebianos o atómicos revelados por microscopios de cerebros enfermos ". También influyó en la política del Estado Novo del presidente Getúlio Vargas, que buscaba educar y manipular a las masas populares a través de un arte nacionalista, "genuinamente brasileño", con rasgos realistas que se entendían fácilmente y con un propósito didáctico, social y moralizante, que También serviría como una tarjeta de presentación para Brasil en el nuevo orden mundial que se estaba elaborando.

## Escultura brasileña contemporánea
La década de 1950 está marcada por la expansión acelerada del abstraccionismo, tanto en líneas geométricas como informales. El concretismo, un estilo de abstracción geométrica, se convierte en la moda del momento, siendo elogiado por críticos y artistas y dominando los pasillos y galerías, aunque la influencia del constructivismo también fue significativa. Al mismo tiempo, se ha desarrollado una abstracción informal, con una tendencia lírica o onírica. Sin embargo, pronto se hizo evidente que un grupo significativo de artistas talentosos no deseaba abandonar la figuración por completo, siguiendo el ejemplo de maestros internacionales como Picasso, Henry Moore y Alberto Giacometti y todavía bajo la influencia del nacionalismo getulista.
En términos de arte público, la construcción de Brasilia, en la década de 1950, un ambicioso proyecto arquitectónico, urbano y artístico, centralizó la atención nacional y abrió un mercado para la producción de una escultura monumental, coronando una ola de renovación arquitectónica. a gran escala que había estado sucediendo desde el Estado Novo y se extendió a los grandes centros urbanos del país. Un pequeño pero selecto grupo de escultores decoraron los grandes y audaces edificios públicos de la capital, incluido Dante Croce, autor de los cuatro Apóstoles en el cementerio de la Catedral de Brasilia, Ceschiatti, creador de la figura de la Justicia ante la Corte Suprema, de los Bañistas en el espejo. agua del Palácio da Alvorada y dos Anjos dentro de la Catedral, y Bruno Giorgi, distinguido con Meteoro, una obra abstracta, instalada frente al Palacio de Itamaraty, y Os Candangos, un homenaje a los constructores de Brasilia, en la Praça dos Três Poderes.
En la década de 1960, una tendencia irónica derivada del arte pop norteamericano nació entre los escultores, y otra que rescató aspectos del expresionismo en la llamada Nueva Figuración, reflejando la tensa atmósfera creada por el régimen militar impuesto en 1964. Entre estos años y el comienzo de En la década de 1980, Brasil también vio elementos conceptuales, minimalistas, poveras, land art, instalaciones, asambleas, móviles y obras que recuperan elementos del arte popular. Tantas tendencias que operan al mismo tiempo terminaron mezclándose, formando una variedad inextricable de subtipos y géneros de arte mixtos que en mayor o menor medida fusionaron, transformaron y aplicaron los principios, técnicas, materiales y recursos conceptuales de la escultura. Quizás los representantes más notorios de esta fase híbrida, iconoclasta y sincrética, que incorporan diversos procedimientos y materiales, son Hélio Oiticica, Lygia Clark y Lygia Pape, cuya producción tridimensional transita entre el objeto, la escultura, la instalación, la construcción, lo penetrable, lo manipulable y ponible.
Todas estas líneas de trabajo están presentes en la escultura brasileña de los años 80-90, ampliada con el calentamiento del mercado, la democratización nacional y la globalización de la cultura, pero caracterizada, según lo analizado por Agnaldo Farias, al expresar un sentimiento de crisis de valores y significados. , con obras que "se oponen al proyecto de un lenguaje universal y a la búsqueda metódica de la novedad a través de la ruptura, que estalla en una miríada de poéticas originadas en las más diversas matrices: de aquellas que se sumergen en referencias históricas y personales a las que parodian el arte mismo y círculo en el que se enreda, de quienes critican la idea de la autonomía del arte, prefieren abandonar los soportes convencionales (pintura, escultura, etc.) en favor de manifestaciones híbridas, a aquellos que descartan las respetables herencias del neoconcretismo, buscando otras fuentes, del Barroco desde Minas Gerais hasta el arte popular, desde el debate sobre el problema de la imagen en la vida actual hasta la especulación sobre el cuerpo y sus impulsiones, etc. ".
A diferencia del agotamiento o el envejecimiento, la fertilización mutua entre especialidades artísticas ha llevado a la aparición de soluciones siempre nuevas que se adaptan a la evolución del arte y la sociedad, y muchos artistas han experimentado con más de una a lo largo de su trayectoria, lo que hace imposible una categorización exclusiva. Hoy en día, la nueva generación utiliza la herencia de la transgresión y el experimentalismo de las generaciones anteriores en gran medida y en total libertad, agregando nuevos recursos y materiales ofrecidos por la industria y la tecnología de punta, como la computadora, para diseñar sus obras, resinas, gomas y plásticos, para fabricarlos, y ha incorporado, de acuerdo con su necesidad expresiva, procedimientos postmodernos típicos como la cita, apropiación y relectura.

### Artistas
Hay una gran cantidad de escultores en el Brasil contemporáneo, sería imposible nombrarlos a todos. Sin embargo, uno puede nombrar, a modo de ejemplo, a algunos que se han destacado en una u otra forma particular de expresión, a pesar de que saben que muchos de ellos han pasado por varias tendencias en sus carreras:
Entre los años 60 y 70, en abstracción geométrica, alineados con principios concretos, neo-concretos y minimalistas, tenemos a Yutaka Toyota, Sérgio de Camargo, Almir Mavignier, Ascânio MMM e Ivan Serpa, entre otros. Claramente conceptuales son Willys de Castro y Waltércio Caldas y la obra mixta de escultura y pintura de Pedro Escosteguy, uno de los pioneros del conceptualismo comprometido políticamente en Brasil. En la línea informal, abstracción están Frans Krajcberg, Megumi Yuasa, Carlos Fajardo, Iole de Freitas y Akinori Nakatani. Produjeron obras influenciadas por el arte pop Gustavo Nakle, Maria Helena Chartuni y Rubens Gerchman. La figuración de la tinta expresionista fue cultivada por Francisco Stockinger, Carybé y Domenico Calabrone, y representando realismo mágico o surrealismo son Francisco Brennand y Fredy Keller. Figurativismo continuo, en síntesis abstractas más o menos profundas, pero en un ambiente clasicista, Pola Rezende, Abelardo da Hora, Sonia Ebling, Vasco Prado, y Felícia Leirner ( trabajo importante en la abstracción informal). Muchos de estos nombres continúan produciéndose hoy. El tema de la espiritualidad no asociada con ninguna religión fue presentado por Chico Niedzielski, a través de esculturas monumentales basadas en la geometría sagrada.
En la populosa generación 80-90 de artistas que se ocuparon de la tridimensionalidad, ya que ha sido difícil caracterizarlos como escultores tradicionales, Iran do Espírito Santo, Ana Tavares, Cildo Meirelles, Nuno Ramos, Marcos Coelho Benjamim, Ana Maria Maiolino , Emmanuel Nassar, Lia Menna Barreto, Shirley Paes Leme, Sérgio Romagnolo, Sandra Cinto, Carmela Gross, Frida Baranek y una multitud de otros talentos emergentes.
GALLERY

## Escultura popular
La escultura en Brasil no se limitó o se limitó a las manifestaciones de un gran arte oficial o erudito. Desde los primeros tiempos han surgido diversas expresiones de la gente del pueblo, sin educación, lejos de las riquezas que patrocinaron la construcción de las grandes iglesias decoradas con lujo y los grandiosos edificios estatales con sus estatuas monumentales. Ya hemos visto que una gran parte de la estatuaria barroca y neoclásica que ha alcanzado el día de hoy pertenece a esta categoría, pero otros tipos de escultura también son tradicionales en el patrimonio cultural popular brasileño: el ceño fruncido y la votación ex.
Los ceños fruncidos son grandes cabezas de animales, a veces seres híbridos de animales y hombres, colocados en la proa de botes que han viajado por los ríos del noreste durante siglos, o que a veces se instalan en la entrada de casas populares. En ambos casos, su función es mágica y propiciatoria, están diseñados para alejar las fuerzas del mal y atraer a los beneficiarios. Su existencia está atestiguada desde la antigüedad en diversas culturas del mundo, siempre con las mismas funciones y características. Siempre mostraban expresiones furiosas, de modo que los monstruos imaginados que existían en la naturaleza serían expulsados. En el caso del valle del río São Francisco, donde este género era más común, se pensaba que debajo de su lecho vivía un gran monstruo en forma de serpiente, llamado Minhocão, y los bancos de arena estarían habitados por la Cão d'Água, y el los ceños fruncidos con fauces abiertas y dientes enormes deberían tener el poder de intimidarlos. Ningún barco navegó allí sin un ceño protector, y esta tradición solo comenzó a desaparecer con la llegada de barcos de vapor y con la fundación de una capilla a orillas del río dedicada al Senhor Bom Jesus da Lapa, el último artesano que frunció el ceño. todavía dentro del espíritu tradicional estaba Francisco Bicuíba de Lafuente Guarany, activo hasta aproximadamente 1972. Actualmente el género está experimentando un renacimiento, pero ahora carece de connotaciones místicas e inserta en el mercado del arte y la decoración.
La otra categoría es ex-votante, también de origen arcaico, y presente desde la época colonial en todas las partes de Brasil donde hay cierta devoción religiosa. Son las esculturas de partes del cuerpo, o que representan algún objeto simbólico, depositadas en los templos agradeciendo la gracia lograda o la curación de ese miembro representado. Vienen en todos los tamaños y grados de refinamiento, en cera, madera u otros materiales, y los especímenes tallados con habilidad no son infrecuentes, conservando el más antiguo o especialmente creativo en muchos museos de arte. Un gran número de iglesias conservan vastas colecciones de exvotos.
En otra esfera se encuentran objetos de difícil clasificación, en tránsito entre arte y artesanías, que se encuentran en todo el territorio nacional, pero especialmente en el noreste, que es extremadamente rico en diferentes tipos de esculturas y estatuas populares. Desde los pequeños grupos de terracota que representan artesanías urbanas, las muñecas utilizadas en los bloques de carnaval del noreste, las figuras de animales, hasta las grandes imágenes sagradas en madera o cemento, la multiplicidad de expresiones hace que sea difícil enumerarlas a todas. Pero no es posible ir sin mencionar a algunos artesanos que, debido a la originalidad, fuerza y belleza de sus creaciones, dejaron el anonimato, que prevalece en este campo, y ganaron no solo reconocimiento regional, sino nacional e internacional, como Antônio Poteiro, Mestre Vitalino, Severina de Tracunhaém, Nhô Caboclo, Mestre Expedito, GTO y muchos otros.
GALLERY